# Academy Gletscher (glaciär i Grönland, Qaasuitsup)
Academy Gletscher är en glaciär i Grönland (Kungariket Danmark).   Den ligger i kommunen Qaasuitsup, i den nordvästra delen av Grönland, 1 500 km norr om huvudstaden Nuuk. Academy Gletscher ligger 558 meter över havet.
Terrängen runt Academy Gletscher är huvudsakligen kuperad, men den allra närmaste omgivningen är platt.  Trakten runt Academy Gletscher är nära nog obefolkad, med mindre än två invånare per kvadratkilometer. Det finns inga samhällen i närheten. Trakten runt Academy Gletscher är permanent täckt av is och snö.